# Dan Stoica (scriitor)
Dan Stoica (n. 8 decembrie 1952, București, România) este un om de cultură austriac de origine română, scriitor, traducător, regizor de teatru, fotograf și critic de film, stabilit la Viena, Austria din 1990.

## Biografie
Dan Stoica s-a născut la București, la 8 decembrie 1952. A absolvit I.A.T.C - secția regie de film și televiziune - în 1975; Marketing-Management - WIFI - Wien - 1995

### Activitatea de scriitor
- "S-a răpit un fotbalist" teatru 1978
- "Mitică Popescu" libret de musical după Camil Petrescu 1980
- "Duminica inorogului" 1980 teatru
- "Coșmaruri de duzină" - roman 1999
- "Limită de zbor" poezii 2002
- "Fontana di Trevi" povestiri, 2006
- "Chilia timpului" teatru 2007
- "Magnum Mophtologicum" după I.L.Caragiale teatru 2007
- "Camerista" după Hermann Broch, teatru 2008
- "România, tara mea de cosmar"  - roman - 2010
- "Declarație de dragoste - Liebeserklärung” - poezie (volum bilingv)
- "Der One Night Stand" - O aventură de o noapte - teatru (textul original in lb. germana) 2012
- „Povestirile unui libertin din alt secol” - povestiri - 2015

În 2003 apare în Editura Molden din Viena cartea de informare generală „România”, al cărui text este redactat de Dan Stoica împreună cu Ștefan Stoica, în limba germană.

### Activitatea de traducător
- "Teatrul modern austriac" 1995: Thomas Bernhard, Werner Schwab, Elfriede Jelinek, Peter Turrini, Peter Handke
- "Teatrul contemporan austriac" 1997: Hugo von Hofmannstahl, Arthur Schnitzler, Franz Werfel, Alexander Lernet-Holenia, Ödon von Horváth
- "Teatrul modern austriac II" 1999: Elias Canetti, Fritz Hochwälder, H.Qualtinger, Felix Mitterer, Wolfgang Bauer.
- "Proză feminină austriacă" 1998: Ingeborg Bachmann, Ilse Aichinger, , Barbara Frischmut.
- "Figura femeii în dramaturgia austriacă" 2005: Werner Schwab, Brigitte Schwaiger,Gertrude Fussenegger Helmut Peschina
- "Teatru" de Wolfgang Schwab vol.1 (2008)
- "Cinci povesti de dragoste din Austria" 2011: Hermann Broch, Christine Lavant, Dimitri Dinév, Gabriel Barilly, Christine Aigner

#### Alte traduceri din literatura austriacă
- "Balul operei" roman  de Josef Haslinger 1996;
- "Rămâi peste noapte" roman de Michael Köhlmaier 1999;
- "Managerul viitorului, viitorul managerului" - marketing-management, Bernhard Görg 1997.

Toate lucrările au fost editate în Editura Institutul European din Iași

### Activitatea de regizor de teatru
- 1978 - Baia Mare - "A cincea lebădă" de Paul Everac
- 1979 - Baia Mare - "Pădurea împietrită" de R.E. Sherwood
- 1980 - Reșița - "Mitică Popescu" muzical după Camil Petrescu
- 1982 - Galați - "Taina Zidarului" de Dan Tărchilă
- 1982 - Galați - "Micul infern" de Mircea Ștefanescu
- 1983 - Galati - "Rezervația de pelicani" de D.R.Popescu - premiera pe țară -
- 1983 - Galati - "Cel ce e laș în dragosete" de Illes Endre
- 1984 - Iasi - "Rugaciune pentru un disc-jockey" - D.R. Popescu
- 1984 - Iasi - "Paznicul de la depozitul de nisip" - D.R. Popescu
- 1985 - Iasi - "Omul cu mârțoaga" George Ciprian
- 1985 - Baia Mare - "O familie onorabilă" Horia Lovinescu
- 1986 - Iasi - "Insula" de Mihail Sebastian
- 1987 - Iasi - "Săptămâna patimilor" de Paul Anghel
- 1987 - Suceava - "Ultima cursă" de Horia Lovinescu
- 1988 - București - Teatrul Național - „Păpușarii cehi sau moarea de pulbere” - D.R.Popescu - spectacol nefinalizat
- 2007 - Galati - "Magic afternoon" de Wolfgang Bauer
- 2007 - Galati - "Magnum Mophtologicum" dupa I.L. Caragiale
- 2007 - Arad - "Clara S." de Elfriede Jelinek
- 2008 - Teatrul Foarte Mic - Bucuresti - "Piele și cer" (Haut und Himmel) de Dimitré Dinev
- 2008 - Teatrul Municipal Baia Mare "Hora iubirilor" (Der Reigen der Liebe) de Arthur Schnitzler
- 2008 - Teatrul Fani Tardini - Galați - "Camerista" după nuvela lui Hermann Broch "Die Erzählung der Magd Zerline"
- 2010 - Teatrul Pygmalion - Viena - Wenn die Wege sich nur kreuzen - Hollinger - adaptare si regie
- 2011 - Teatrul Pygmalion - Viena - Der One Night Stand - Daniel Felsner - regia
- 2012 - Teatrul Fani Tardini - Galati - Erstauffürung Wien "Pygmalion Theater" - "Paradies" Franzobel - regie si decor

### Activitatea de fotograf
- 1999 "Himmel über Österreich" - Cerul deasupra Austriei - Viena, Baia-Mare, Iași
- 2000 "Die Seele der Dinge" - Sufletul lucrurilor - București, Viena, Veneția, Roma
- 2001 "Wien für Anfänger" - Viena pentru începători - Viena
- 2002 "Vergessene Europa" - Europa uitată - Viena
- 2005 "Meine prominente Mitbürger" - Proeminenții mei concetățeni -  Viena
- 2006 "Hermannstadt- Eine Stadt kehrt nach Europa zurück" - Sibiu, un oraș se întoarce în Europa - Eisenstadt, Viena, Budapesta; Torun
- 2006 "Die Klause der Zeit" - Chilia timpului - Sighișoara
- 2007 "Die Treppe von Wien" - Scările Vienei - Viena
- 2007 "Teatrul văzut de aproape" București